# Raquel Rivas Rojas
Raquel Rivas Rojas (Guanare, Portuguesa, 1962) es una profesora, escritora, traductora e investigadora venezolana. Reside en Edimburgo, Escocia, desde el año 2008. Ganadora del Premio de Ensayo de la XVII Bienal Ramos Sucre en 2009 con el libro Narrar en dictadura.

## Biografía
Nació en Guanare, estado Portuguesa. Es licenciada en Comunicación Social, por la Universidad Central de Venezuela, graduada en el año 1985. Finalizó su Maestría en Literatura Latinoamericana en la Universidad Simón Bolívar en el año 1992. Realizó estudios doctorales en Estudios Culturales Latinoamericanos en el King's College de Londres, finalizando en el año 2001. Entre 1995 y 1997 fue investigadora del Centro de Estudios Latinoamericanos Rómulo Gallegos (CELARG), y entre 2002 y 2004 coordinó el Postgrado en Literatura de la Universidad Simón Bolívar. Por otro lado, fue profesora titular del Departamento de Lengua y Literatura de esta misma Universidad hasta septiembre de 2008.
Actualmente se desempeña como escritora y traductora en Edimburgo desde el 2008. Ganó el Premio de Ensayo de la XVII Bienal Ramos Sucre en 2009 con el libro Narrar en dictadura. Asimismo, mantiene una serie de blogs literarios, entre los que se encuentran: Cuentos de la Caldera Este y Notas para Eliza. A partir de estos últimos, también se puede ingresar a sus otros blogs de ficción: Apuntes para juego y El barrio chino.

## Temáticas

### Literatura de la diáspora
La diáspora en el contexto venezolano de la última década es un eje central que atraviesa casi todo su trabajo intelectual y ello es notable tanto en su obra literaria como en sus trabajos de crítica e investigación. Iniciando por su libro de cuentos, El patio del vecino (2013), en el cual la autora reúne una serie de relatos que están marcados por la otredad del extranjero, sus nostalgias por la tierra de origen y su imposibilidad de comunicarse más allá de la frontera del lenguaje. Luz Marina Rivas señala que todos estos elementos conviven desde la escritura, por ello no resulta azaroso que una constante a lo largo de los relatos sea el personaje escritor como protagonista: suelen ser escritoras, traductoras o blogueras, ya que es precisamente desde esa labor que la escritura se consolida como potencialidad de la lengua materna; así, el acto de escribir representa un refugio de la memoria y un espacio de encuentro.
En su próximo libro: El accidente (2018), están presentes la migración, el desarraigo y el personaje extranjero una vez más, solo que en esta narrativa la otredad ya no se muestra hacia un país externo, sino hacia el propio. Cuando Olga, la protagonista de la historia, retorna desde Londres hacia Venezuela para sepultar el cuerpo de su hermana difunta, se encuentra con una nación decadente, violenta y abandonada, contraria a lo que había sido en su juventud, antes de partir.
Su blog literario, Notas para Eliza, es, como lo describe la misma autora: una bitácora del exilio dedicada a su amiga con quien mantiene la correspondencia desde hace más de veinte años. En este portal, se encuentran una serie de textos del género epistolar en donde la emisora, Raquel Rivas, le escribe a su destinataria las impresiones que tiene sobre sus viajes a Venezuela, su vida cotidiana en Edimburgo, las añoranzas y nostalgias, opiniones sobre la crisis, las protestas y la pobreza; así como también algunas disertaciones sobre la identidad y el exilio. A lo largo de estos textos, es latente la condición de extranjera que vive la autora; en la escritura de estas cartas, existe una conciliación con sus recuerdos a través de la experiencia del desarraigo que vive desde Edimburgo.

#### Crítica literaria
Entre sus publicaciones relacionadas con la crítica literaria figuran: «Ficciones diaspóricas: Identidad y participación en los blogs de tres desterradas venezolanas» en Cuadernos de Literatura (2014) y «Ficciones de exilio o los fantasmas de la pertenencia en la literatura del exilio venezolano» como capítulo del libro Exilio y cosmopolitismo en el arte y la literatura hispánica, editado por Araceli Tinajero (2013). Por otro lado, se encuentran sus publicaciones en revistas literarias universitarias tales como «Crónicas del destierro»  en Cuadernos de literatura (2016) y en Baciyelmo, con el título de «Escrituras en diáspora. Una lectura panorámica de los cuentos que nos contamos sobre el destierro». Más recientemente, colaboró como antóloga junto a Liliana Lara y Katie Brown en el libro de cuentos «Escribir afuera. Cuentos de intemperies y querencias» (2020).

## Obra

### Ensayo

#### Sujetos, actos y textos de una identidad
En este texto se trabaja con tres momentos de la cultura venezolana de principios del siglo XX: la transición del criollismo al regionalismo en la literatura, la polémica sobre la desaparición del gaucho y el llanero que se dio en 1926, y los actos y textos del carnaval estudiantil de 1928, los cuales dieron lugar a la llamada Generación del 28, de donde surgieron los líderes políticos venezolanos que marcaron la vida democrática durante casi todo el siglo XX. La obra fue publicada por Fundación CELARG en Caracas (1997).

#### Bulla y buchiplumeo. Masificación cultural y recepción letrada en la Venezuela gomecista
En este libro se investigan y analizan los profundos cambios culturales que se generaron en Venezuela entre 1925 y 1935. El libro aborda el impacto que los nuevos sujetos y las nuevas tecnologías (de la prensa al cine, pasando por la radio) producen en una cultura cada vez más tomada por la impronta de lo urbano y lo moderno, aún en medio de las severas restricciones políticas impuestas por la dictadura de Juan Vicente Gómez. El texto analiza las nuevas formas de procesar y negociar identidades que surgieron en esos años, en torno a la idea de lo nacional y de lo popular, representado ya en su calidad de público y de multitud. Su publicación fue en el año 2002, por la editorial La Nave Va.

#### Narrar en dictadura: Renovación estética y fábulas de identidad en la Venezuela perezjimenista
Este libro continúa la investigación iniciada en Bulla y buchiplumeo, en términos de analizar los cambios culturales que se dieron en Venezuela en épocas de fuertes restricciones políticas. En este caso, el texto trabaja con las novelas que se publicaron en el país entre 1948 y 1958, durante la dictadura de Marcos Pérez Jiménez. En este período coinciden autores fundamentales de la narrativa venezolana como Arturo Úslar Pietri, Guillermo Meneses y Miguel Otero Silva, junto con autores menos consolidados como Antonio Arráiz, Andrés Mariño Palacios, Gloria Stolk y Conny Méndez. Las obras que publican estos autores durante el período muestran un momento de cambio y renovación estética que fue posible durante la dictadura, al tiempo que esbozan los relatos identitarios que circularán en Venezuela hasta finales del siglo XX. El libro se publicó en Caracas por la editorial de fundación El perro y la rana (2011).

### Narrativa

#### El patio del vecino
Se trata de un libro de cuentos que recoge dieciséis relatos relacionados entre sí, en los cuales Gran Bretaña es el referente espacial. Generalmente cuentan con una protagonista femenina, la cual tiende a ser una escritora o traductora que observa el mundo desde la lejanía de su ventana. De esta manera, Luz Marina Rivas afirma que la sensación de extranjería es palpable a través de varios elementos o situaciones que se repiten a lo largo de los cuentos, tales como: la incomunicación, la dificultad de seguir conversaciones en otra lengua, la necesidad de refugiarse en sí misma y la nostalgia por un lugar lejano, más cálido y feliz; tienden a ser protagonistas que relatan las realidades cotidianas de su vida en el extranjero con una minuciosidad visual que se desprende de su capacidad para observar.
A través de estos relatos, se muestra lo íntimo de la experiencia del extranjero, para lograrlo, se vale de distinta estrategias: emplea la primera persona gramatical para expresar las subjetividades; así, se muestra el testimonio de narradoras que viven con intensidad los desencuentros. La otra posibilidad es la del narrador cómplice que focaliza la interioridad de las protagonistas mientras mira desde afuera a los demás personajes. Por otro lado, el uso del género epistolar es otra de las estrategias a las que acude a la escritora; en el cuento «La vida de los otros» se muestra una secuencia de cartas dirigidas a una amiga, contando cómo ha sido la experiencia como estudiante tras sus primeros días de llegada a Londres. El cuento gira en torno a un suceso con una vecina, proveniente de un país africano, a quien un desconocido le da una paliza que ella observa por la ventana.
En el cuento «Ejercicio diario» la protagonista camina por un parque en el que no mira a nadie, hasta que ve a un niño que es arrastrado por la corriente del río. Ante su imposibilidad de salvarlo, la mujer corre por el parque para buscar ayuda, mientras lo hace, comienza a escuchar podcasts en su iPad. Comienza a sentir angustia al pensar en los juicios que los otros tendrán sobre ella por no haberse arriesgado a salvar al niño, por no poder explicarse por su falta de dominio del idioma, por no saber que se puede esperar de ella. Ante el miedo que le producen estos pensamientos, decide no buscar ayuda y sigue caminando por inercia hacia su casa, anestesiada por el sonido del iPad. En este relato se puede observar el cómo no manejar la lengua de ese lugar lleva a la protagonista a un sentimiento de minusvalía.
En otro cuento, titulado: «Los corredores»; aparece la protagonista del relato anterior trotando en el mismo parque; al ver el río, confiesa que por miedo no había tomado ese camino desde el día del incidente del niño ahogado. Esta vez desea vencer sus miedos; sin embargo la aparición de tres hombres ruidosos bebiendo cervezas le produce pánico. La presencia de estos hombres le hace revivir miedos antiguos, con los consejos de su madre de no frecuentar lugares solitarios. Al trotar cerca de ellos, comienza a correr, huyendo de sus posibles agresores, hasta que cae y se rompe una rodilla, los hombres se aproximan para intentar ofrecerle ayuda, pero es tanto el pánico que siente la protagonista, que los hombres terminan alejándose y llamándola: "freak".
La obra fue publicada  en el año 2012 por la editorial de la Universidad Simón Bolívar, Equinoccio, en Caracas.

#### Muerte en el Guaire
La novela gira en torno a Serenella, una periodista que se desempeña como jefa de cocina en La Factoría, un restaurante ficticio de Caracas. Ella y su amiga Olga, una escritora venezolana residenciada en Londres, mantienen un intercambio por correspondencia a través de cartas. Al principio, las epístolas cuentan el rescate de cinco cuerpos de hombres muertos «atléticos y musculosos» con apariencia joven y saludable encontrados desmembrados en el río Guaire. A este hallazgo le suceden dos casos adicionales que se suman a los anteriores: los de dos amigos de infancia, Antonio Peralta y Carlos Ramírez, a quienes salvan íntegros de todas sus extremidades, esto le permite a los investigadores determinar sus identidades. Los eventos que siguen se cuentan en una secuencia lineal, a la medida en que Sere se va enterando de los resultados de la investigación liderada por Patricia, una periodista, y en la que también participan Lena, una patóloga amiga de Patricia y Sere; Natalia, una abogada dedicada a los Derechos Humanos; y dos policías: Gutiérrez, un detective involucrado inicialmente en la resolución de los primeros casos; y el comisario Ferrer, que, aunque parece estar jubilado, mantiene un archivo de casos por resolver y sobre los que realiza indagaciones cuando siente deseos de hacerlo. En principio, la historia se enfoca en el caso de Antonio Peralta, un joven que cursaba estudios de Educación en la Universidad Central de Venezuela y era miembro de uno de los grupos popularmente conocidos como «colectivos», organizaciones civiles armadas que emergieron durante el régimen chavista. Un personaje decisivo en la investigación es Mariela, exnovia de Antonio y sobrina de Celia Salas, una alta oficial del gobierno. Sin embargo, el caso de Carlos Ramírez también recibe atención; y es la trama que conecta al libro con el gobierno venezolano de forma más directa. Para el final de la historia, Patricia logra resolver los dos casos con ayuda de sus amigos.
La obra fue publicada en el año 2016 como parte de la colección Vértigo de Ediciones B, la cual ofrece novelas negras venezolanas. Así como señala Katie Brown, la historia adopta el formato policial para entrar en las realidades contemporáneas de Venezuela: la violencia, los conflictos armados, la corrupción y la intimidación; sin embargo, tal y como apunta Wilfredo Hernández, la obra se caracteriza por adaptarse a un formato híbrido en el que se pueden encontrar elementos de distintos géneros literarios: la novela policial, el relato epistolar, la ficción sentimental y la metaliteratura; así como no literarios, entre ellos: misiva personal, crónica policial, reportaje periodístico. El lenguaje del que se sirve el relato es espontáneo y de ritmo ágil, esto es posible en la intimidad que caracteriza al género epistolar al que recurre la protagonista para contar su realidad. De esta forma, señala Lorena Velásquez, la hibridez de la obra se configura con el relato de la realidad venezolana aterrizada en el chavismo, evidenciando la necesidad por dar con respuestas ante eso que Serenella llama «el limbo de la supervivencia» en el que los personajes están encerrados.

#### El Accidente
La novela cuenta la historia de Olga, una venezolana que migró a Londres y regresa a Venezuela para enterrar a su hermana Carla, a la que acaban de asesinar, casualmente en la misma semana en que se comunica el fallecimiento del presidente de la República, Hugo Chávez. Es la historia de este regreso, y del viaje hacia el estado en donde Carla va a ser sepultada, mediante las voces de los testigos que se van encontrando con Olga en un viaje lleno de hallazgos dolorosos. 
La obra fue publicada en el año 2018 por la editorial Ediciones La orilla negra Venezuela. Figura como la segunda entrega de una trilogía de novelas policiales que aún no termina de ser publicada, conformada por: Muerte en el Guaire, El Accidente y Plaza Altamira, esta última aún se encuentra en proceso de edición.

### Poesía

#### Inventario para después de la guerra
El poemario está conformado por treinta textos que muestran la lucha desigual de estudiantes contra el gobierno venezolano; son jóvenes que empezaron a utilizar cintas tricolores, chapas y consignas como símbolo de resistencia, y que fabricaron escudos de madera que les daban honor, pero en nada los resguardaban. Marlenis Castellanos Querales afirma que el libro compila un período de protestas estudiantiles en Venezuela. Sin embargo, al leerlo, las historias pueden adaptarse a cualquier país que esté expuesto a las dolencias de un conflicto bélico. Presentan el terror la muerte, el dolor de la guerra y la desilusión de quien lucha.
Es una edición bilingüe con traducción al inglés de Catherine Boyle y con portadas diseñadas por Elizaria Flores. Fue publicado en Santiago de Chile por la editorial La Joyita Cartonera en el año 2022.

## Blogs literarios
- Notas para Eliza
- Apuntes para juego
- Barrio chino
- Cuentos de la Caldera Este